# Commelina reticulata
Commelina reticulata là một loài thực vật có hoa trong họ Commelinaceae. Loài này được Stanley mô tả khoa học đầu tiên năm 1990.